# Hellblaue Wiesenhyazinthe
Die Hellblaue Wiesenhyazinthe (Brimeura amethystina (L.) Chouard, Syn.: Hyacinthus amethystinus L.), auch Amethyst-Wildhyazinthe genannt, ist eine Pflanzenart aus der Gattung der Brimeura in der Familie der Spargelgewächse (Asparagaceae). Der Gattungsname ehrt die holländische Adlige Maria de Brimeu, durch ihre 2. Heirat auch bekannt als Prinzessin von Chimay (ca. 1550–1605).

## Merkmale
Die Hellblaue Wiesenhyazinthe ist eine ausdauernde krautige Pflanze, die Wuchshöhen von 10 bis 25 Zentimeter erreicht. Dieser Geophyt bildet Zwiebeln als Überdauerungsorgane aus. Der Stängel ist glatt und weist einen runden Querschnitt auf. Die etwa drei in einer grundständigen Rosette angeordneten Laubblätter sind einfach und parallelnervig.
In einem mehr oder weniger einseitswendigen, traubigen Blütenstand sind (selten drei bis) meist sechs bis 18 nickende Blüten  angeordnet.  Die zwittrigen Blüten sind dreizählig. Die hellblauen, selten auch indigofarbenen oder weißen Blütenhüllblätter weisen eine Länge von 8 bis 11 Millimeter auf und sind zu zwei Dritteln verwachsen. Die sechs Staubblätter stehen in zwei Kreisen und sitzen etwas oberhalb der Mitte der Blütenhüllblätter an. Die Staubbeutel sind gelb.
Blütezeit ist im Mai, zum Teil auch von April bis Juni.
Die Chromosomenzahl beträgt 2n = 28, seltener 30.

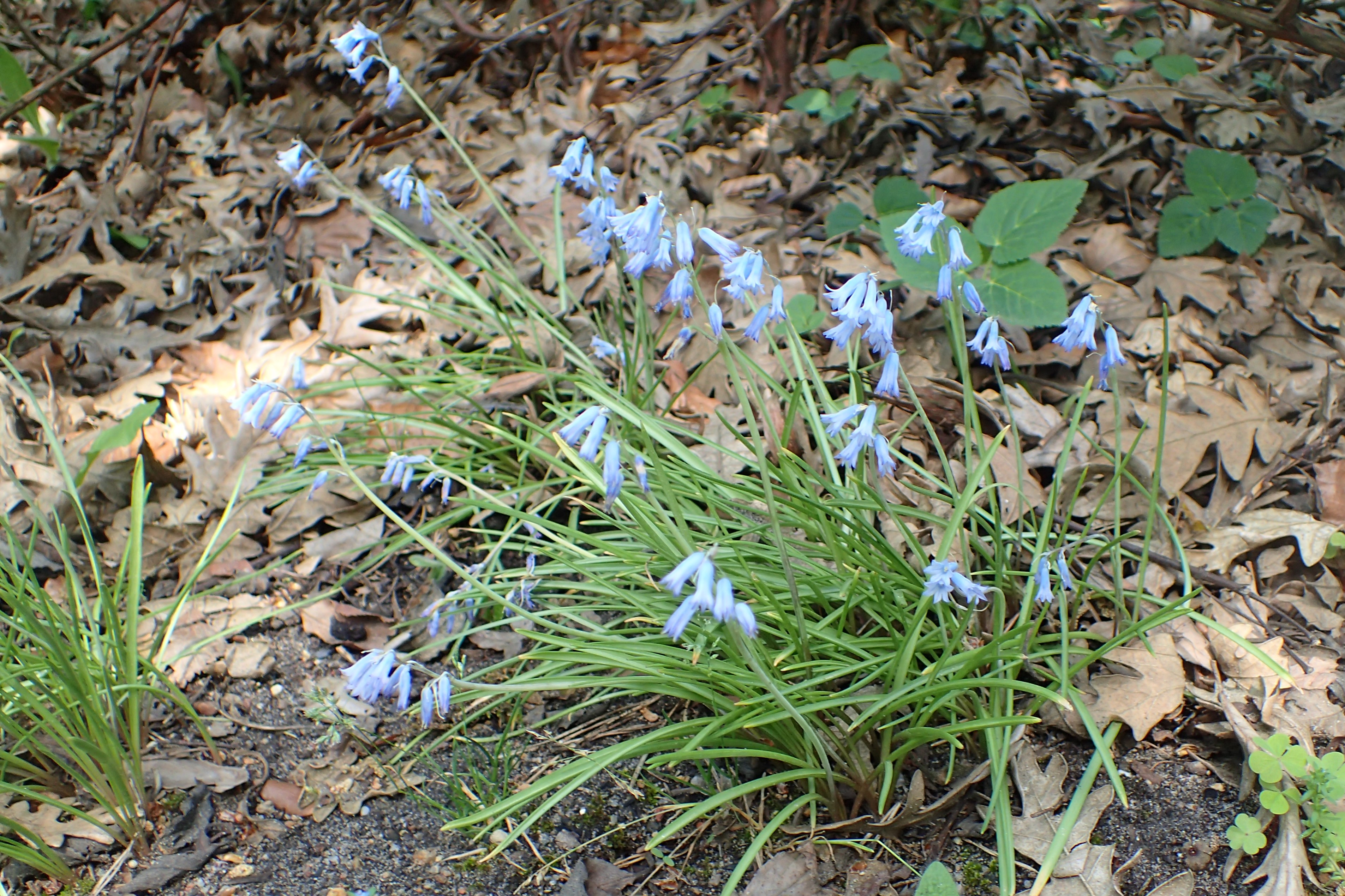
Hellblaue Wiesenhyazinthe (Brimeura amethystina)

## Vorkommen
Die Hellblaue Wiesenhyazinthe kommt in Nord-Spanien, in den Pyrenäen, auf Mallorca und zweifelhaft auch in Kroatien vor. Sie besiedelt felsige, trockene mediterrane bis subalpine Wiesen und Weiden in Höhenlagen von 100 bis 2200 Meter.

## Verwandte Arten
Die früher als Varietät zu Brimeura amethystina gestellte Sippe wird heute als eigenständige Art angesehen:
- Brimeura duvigneaudii (L.Llorens) Rosselló, Mus & Mayol. Sie wird in zwei Unterarten gegliedert:[5]
  - Brimeura duvigneaudii subsp. duvigneaudii: Sie kommt im nördlichen Mallorca vor.[5]
  - Brimeura duvigneaudii subsp. occultata L.Sáez, Rita, Bibiloni, Roquet & López-Alvarado: Sie kommt in Mallorca in der Serra de Tramuntana vor.[5]

Auf den Balearen gibt es noch eine dritte Brimeura-Art:
- Brimeura fastigiata (Viv.) Chouard (Syn.: Scilla fastigiata Viv.): Sie kommt im nordöstlichen Mallorca, auf Menorca, in Korsika und in Sardinien vor.[5]

## Nutzung
Die Hellblaue Wiesenhyazinthe wird selten als Zierpflanze in Steingärten genutzt.